# Higher Truth
Higher Truth è il quarto album in studio del cantante statunitense Chris Cornell, pubblicato nel settembre 2015.

## Tracce
1. Nearly Forgot My Broken Heart – 3:54
2. Dead Wishes – 4:55
3. Worried Moon – 4:32
4. Before We Disappear – 3:51
5. Through the Window – 4:41
6. Josephine – 3:38
7. Murderer of Blue Skies – 3:42
8. Higher Truth – 5:06
9. Let Your Eyes Wander – 3:42
10. Only These Words – 3:29
11. Circling – 3:28
12. Our Time in the Universe – 4:19

Tracce bonus Edizione Deluxe
1. Bend in the Road – 3:37
2. Wrong Side – 5:13
3. Misery Chain – 4:42
4. Our Time in the Universe (Remix) – 3:58